# مقاطعة بارمر (تكساس)
مقاطعة بارمر (بالإنجليزية: Parmer  County)‏ هي إحدى المقاطعات في ولاية تكساس، الولايات المتحدة الأمريكية، يبلغ عدد سكانها 10,269 نسمة طبقا لإحصاء عام 2010 .

موقع المقاطعة في ولاية تكساس

## معرض صور

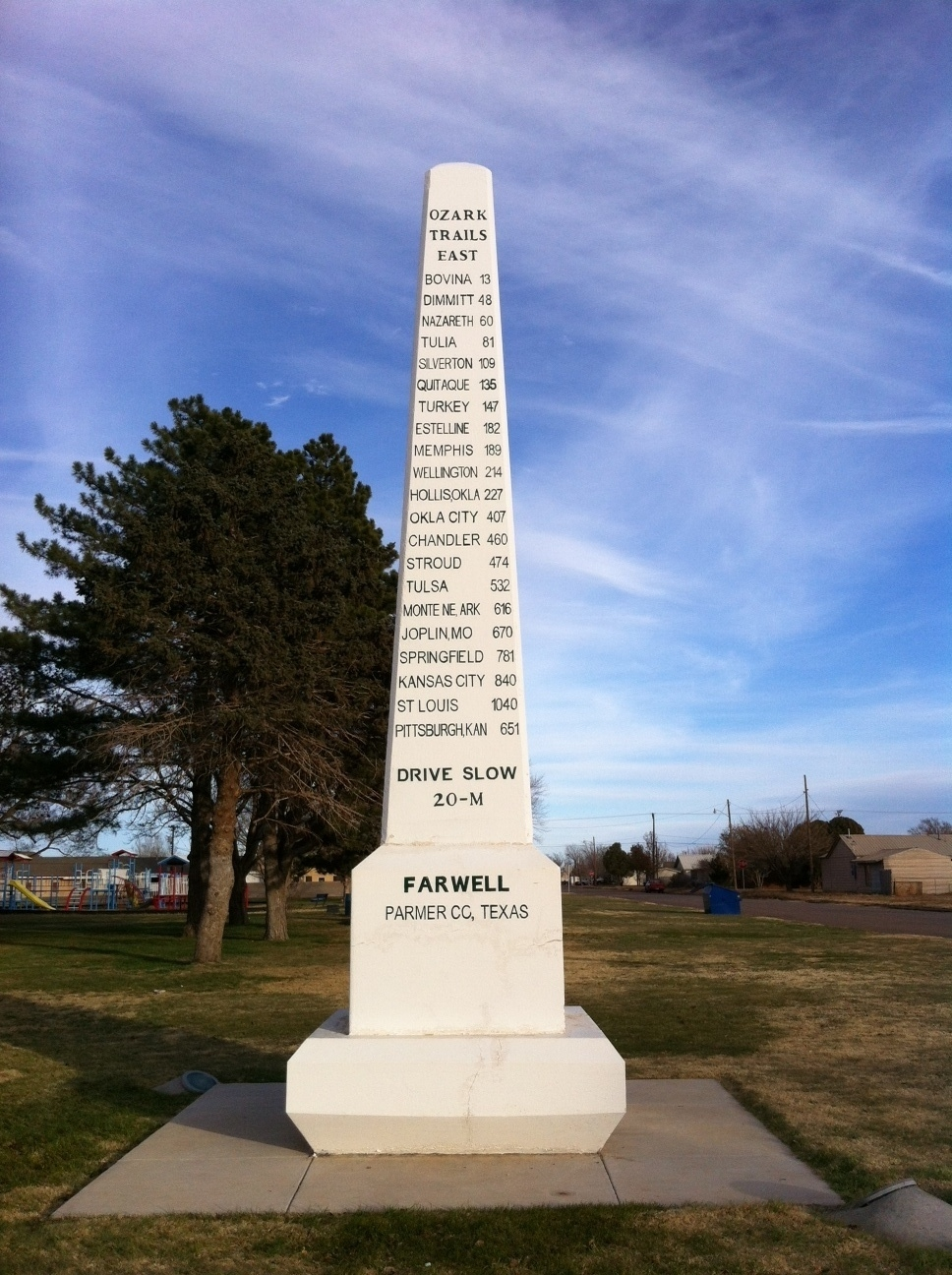
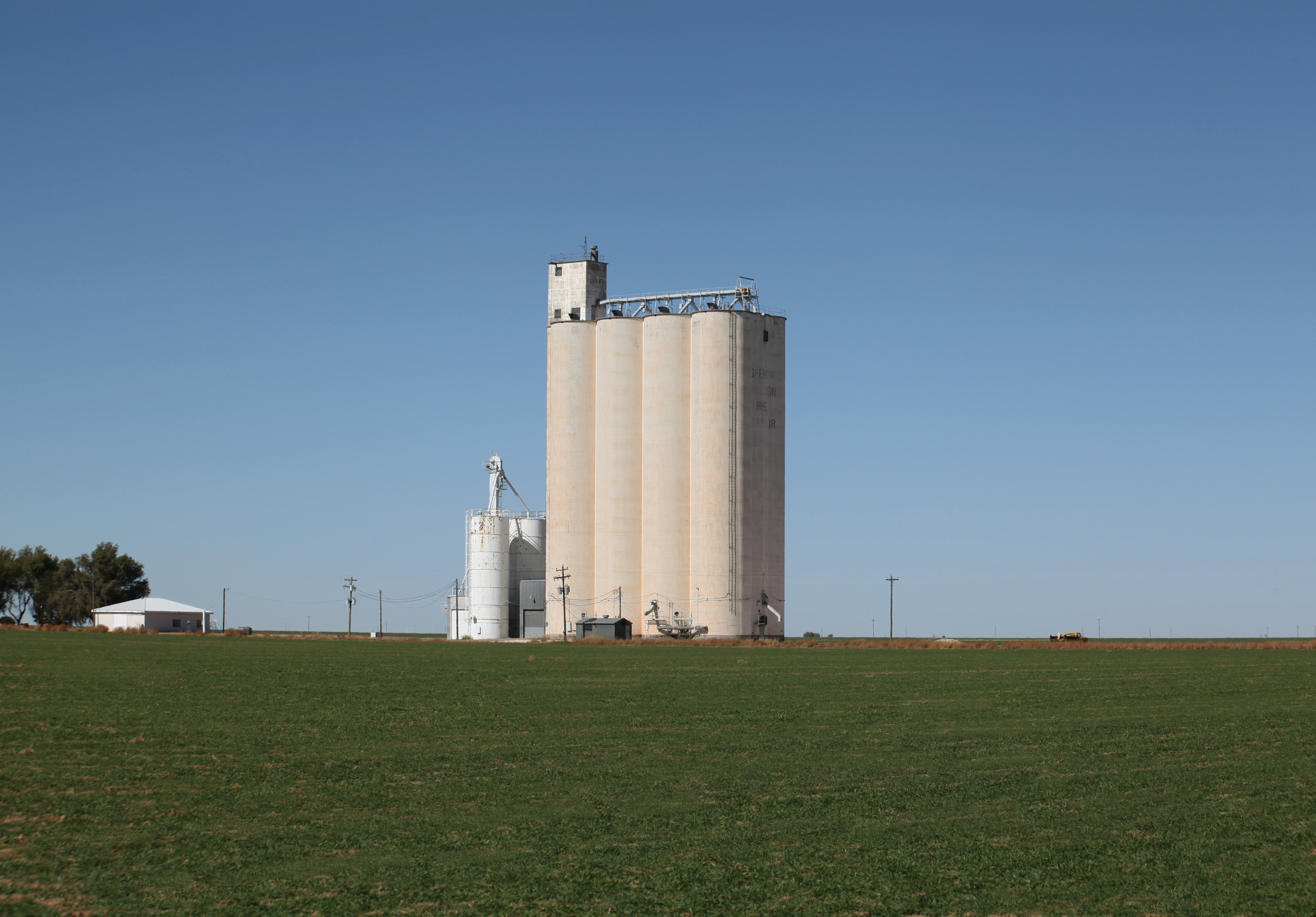
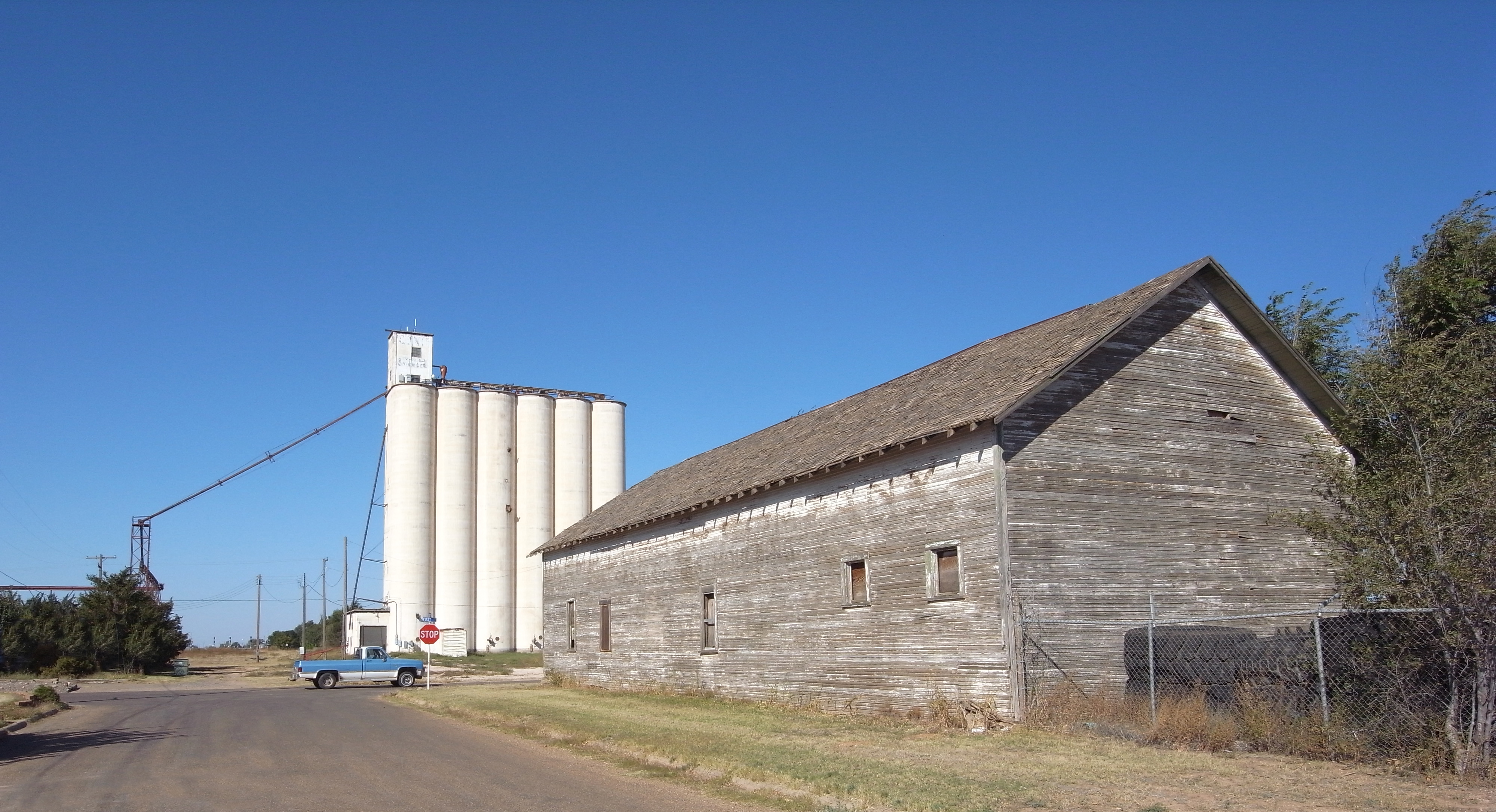